# Arthur Cook (strzelec)
Arthur Edwin Cook, Art Cook (ur. 19 marca 1928 w Waszyngtonie, zm. 21 lutego 2021) – amerykański strzelec, złoty medalista igrzysk olimpijskich, mistrzostw świata i igrzysk panamerykańskich.

## Życiorys
Strzelectwo zaczął uprawiać w 1939 roku. Był członkiem szkolnej drużyny karabinowej w McKinley Tech High School. Po ukończeniu tejże podjął studia na Uniwersytecie Marylandu. Został wówczas członkiem kadry narodowej. Podporucznik amerykańskich sił powietrznych – był kapitanem strzeleckiej reprezentacji tej formacji w latach 1954–1962, oraz zastępcą głównego szkoleniowca w latach 1954–1963. Od 1943 do 1963 roku instruktor strzelectwa karabinowego w US Navy, będący również trenerem szkolnej drużyny karabinowej w McKinley Tech High School. W latach 1969–1993 zajmował się trenowaniem narodowej reprezentacji strzeleckiej osób głuchoniemych.
Uczestnik Letnich Igrzysk Olimpijskich 1948, podczas których wystartował wyłącznie w karabinie małokalibrowym leżąc z 50 m. Mający wówczas 20 lat Cook został mistrzem olimpijskim, pokonując po dogrywce swojego rodaka Waltera Tomsena. Sprzęt Amerykanów był jednak wyższej jakości niż ich rywali, przede wszystkim zaś celowniki ich karabinów, których parametry ledwie mieściły się w granicach przepisów (Cook dostał 3 ostrzeżenia podczas tych zawodów). Został najmłodszym amerykańskim strzelcem, który zdobył złoto na igrzyskach olimpijskich – jego osiągnięcie poprawił w 2008 roku Vincent Hancock.
W latach 1949–1954 zdobył 7 medali mistrzostw świata, w tym 3 złote, 2 srebrne i 2 brązowe. Jedyny indywidualny tytuł mistrzowski osiągnął na mistrzostwach świata w 1949 roku w karabinie małokalibrowym leżąc z 50 m. Cook ma w dorobku także 3 medale na igrzyskach panamerykańskich, w tym srebro na Igrzyskach Panamerykańskich 1951 oraz 2 złota na Igrzyskach Panamerykańskich 1959.
Za osiągnięcia w strzelectwie został wyróżniony odznaką wybitnego strzelca międzynarodowego (U.S. Distinguished International Shooter Badge). Został przyjęty do University of Maryland Athletic Hall of Fame (1982) i U.S. International Shooting Hall of Fame (2001).

## Wyniki

### Igrzyska olimpijskie
| Igrzyska    | Konkurencja                       | Wynik                             | Miejsce | Źródło |
| ----------- | --------------------------------- | --------------------------------- | ------- | ------ |
| Londyn 1948 | Karabin małokalibrowy leżąc, 50 m | 599 pkt. (100–100–100–100–100–99) |         | [ 3 ]  |

### Medale mistrzostw świata
Opracowano na podstawie materiałów źródłowych
| Mistrzostwa       | Konkurencja                                                | Wynik                             | Miejsce |
| ----------------- | ---------------------------------------------------------- | --------------------------------- | ------- |
| Buenos Aires 1949 | Karabin małokalibrowy leżąc, 50 i 100 m, drużynowo         | 2950 pkt. (druż.) 591 pkt. (ind.) |         |
| Buenos Aires 1949 | Karabin małokalibrowy, trzy postawy, 50 m                  | 1163 pkt.                         |         |
| Buenos Aires 1949 | Karabin małokalibrowy leżąc, 50 m                          | 398 pkt.                          |         |
| Oslo 1952         | Karabin małokalibrowy leżąc, 50 m                          | 398 pkt.                          |         |
| Oslo 1952         | Karabin małokalibrowy leżąc, 50 m, drużynowo               | 1979 pkt. (druż.) 398 pkt. (ind.) |         |
| Oslo 1952         | Karabin małokalibrowy leżąc, 50 i 100 m, drużynowo         | 2364 pkt. (druż.) 589 pkt. (ind.) |         |
| Caracas 1954      | Karabin małokalibrowy leżąc, 50 m, drużynowo (60 strzałów) | 2373 pkt. (druż.) 587 pkt. (ind.) |         |

### Medale igrzysk panamerykańskich
Opracowano na podstawie materiałów źródłowych
| Igrzyska          | Konkurencja                                  | Wynik                             | Miejsce |
| ----------------- | -------------------------------------------- | --------------------------------- | ------- |
| Buenos Aires 1951 | Karabin małokalibrowy, trzy postawy, 50 m    | 1119 pkt.                         |         |
| Chicago 1959      | Karabin małokalibrowy leżąc, 50 m            | 582 pkt.                          |         |
| Chicago 1959      | Karabin małokalibrowy leżąc, 50 m, drużynowo | 2317 pkt. (druż.) 582 pkt. (ind.) |         |